# Borka (Zweden)
Borka is een plaats in de gemeente Hudiksvall in het landschap Hälsingland en de provincie Gävleborgs län in Zweden. De plaats heeft 55 inwoners (2005) en een oppervlakte van 24 hectare. De plaats ligt vlak bij de rivier de Engångersån, die op ongeveer een kilometer van de plaats in een baai van de Botnische Golf uitmondt. Voor de rest wordt Borka omringd door zowel landbouwgrond als naaldbos en de stad Hudiksvall ligt ongeveer veertig kilometer ten noorden van het dorp.